# Курковский, Моисей Наумович
Моисей Наумович Курковский (12 декабря 1898, Смоленск — 28 июня 1951, Тула) — советский военный военачальник, генерал-майор артиллерии.

## Биография
Родился 12 декабря 1898 года в Смоленске в семье рабочего Нохима Израилевича Курковского. Окончил неполную среднюю школу.
В РККА с 1920 года. Член ВКП(б) с 1919 года.
Участник Гражданской войны. В 1920—1922 годах: против банд Махно и Маруси в 1920 году; против банд Завгороднего в 1922 году.
в 1925 году окончил Одесскую артиллерийскую школу, в 1938 году — Военную академию имени М. В. Фрунзе.
С декабря 1939 по май 1940 года — командир 50-го резервного артиллерийского полка. С мая 1940 по 27 марта 1941 года — командир 101-го гаубичного артиллерийского полка.
С 27 марта 1941 по январь 1942 года — начальник артиллерии 104-й стрелковой дивизии. С января по декабрь 1942 года — начальник штаба артиллерии Кандалакшкой оперативной группировки.
С 17 декабря 1942 по 28 марта 1945 года — командир 12-й артиллерийской ордена Богдана Хмельницкого дивизии прорыва РГК. Участвовал в Берлинской наступательной операции.
С сентября по ноябрь 1947 года находился в распоряжении Главнокомандующего артиллерией. С ноября 1947 года — начальник военной кафедры Тульского механического (политехнического) института.
Скончался 28 июня 1951 года во время лекции в институте. 
Похоронен на Всехсвятском кладбище Тулы.